# Māgha (poeta)
Māgha (Bhinmal, VII secolo – VII secolo) è stato un poeta indiano.

## Biografia

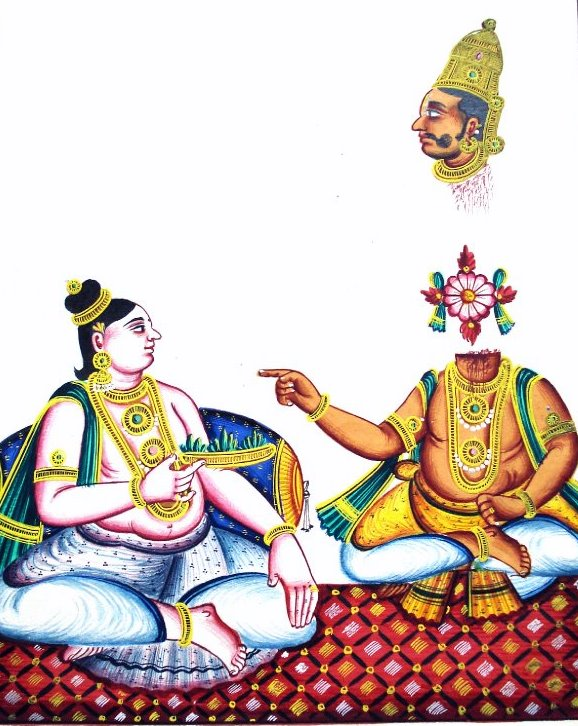
Kṛṣṇa uccide Çiçupala

L'ultimo verso del canto IX del Çiçupalavadha. Un esempio di gioco verbale e metrico: le prime tre righe sono rosse, blu, verdi, la quarta linea è lungo la circonferenza. Le lettere in grassetto spiegano il nome dell'autore e del poema.

Māgha fu un poeta in lingua sanscrita nella corte del re Varmalāta a Srimala (oggi Bhinmal), l'allora capitale del Gujarat (attualmente nello stato del Rajasthan).
Era il figlio di Dattaka Sarvacharya e il nipote di Suprabhadeva, ministro del re Varmalata. Suo padre era un uomo ricco e questo fatto consentì a Māgha di vivere in agiatezza e in modo indipendente, anche se secondo una leggenda, è morto in povertà.
Differentemente da molti poeti indiani che non fornirono informazioni biografiche, Māgha, dopo ogni cinque linee di versi, scrisse particolari autobiografici riguardanti lui e la sua famiglia.
Per quanto riguarda la datazione e la cronologia della sua vita, l'orientalista e indologo tedesco Heinrich Kielhorn collocò Māgha nella metà del VII secolo, invece l'orientalista Hermann Jacobi nel VI secolo.
La sua opera letteraria più importante, il Çiçupalavadha (L'uccisione di Çiçupala), in venticinque canti, fu un poema epico ispirato dal Kirātārjunīya (Arjuna e il cacciatore) di Bhāravi, ed è considerato dalla tradizione indiana una delle opere più importanti di quella letteratura.
L'opera è incentrata sul famoso tema dell'uccisione di Çiçupala, per mano di Kṛṣṇa, narrata del Mahābhārata, però Māgha elaborò attorno a questo fatto una grande trama indipendente dal racconto epico.
In queste narrazioni originali, Māgha gareggiò in bravura con Bhāravi, diventando celebre in India, caratterizzandosi per la cura della forma, per l'abilità retorica e metrica, per l'uso di raffinati giochi metrici e verbali, come ad esempio versi costruiti in modo tale che la lettura sia da destra a sinistra sia da sinistra a destra esprima significati differenti, oppure l'uso di parole che esprimono solo alcuni suoni, che leggendoli rappresentano figure geometriche, disegnando con le parole figure varie, dai cerchi alle spade, dalle ruote ai fiori di loto; oppure elaborò palindromi che possono essere letti dall'alto, dal basso e perfino in diagonale.
Inoltre, molto significative risultarono le descrizioni di ambienti, di località, di battaglie e soprattutto di bellezze e di scene d'amore, approfondite rispettando le regole ed i principi dei saggi erotici indiani.
La fama di Māgha fu talmente grande da meritare grande considerazione presso i trattatisti di retorica indiani e numerosi imitatori, invece la sua artificiosità non è stata sempre apprezzata in Occidente, perché è stata definita, talvolta, come manifestazione di una decadenza letteraria.